# Пуерто де ла Круз
Пуерто де ла Круз (шп. Puerto de la Cruz) град је у Шпанији у аутономној заједници Канарска Острва у покрајини Санта Круз де Тенерифе. Према процени из 2017. у граду је живело 29 497 становника.

## Становништво
Према процени, у граду је 2017. живело 29 497 становника.
| 2017.  |
| ------ |
| 29 497 |

## Партнерски градови
- Мартинсикуро
- Алмуњекар
- Диселдорф